# Stazione meteorologica di Carloforte
La stazione meteorologica di Carloforte (in tabarchino: Stazziun meteoròlogica de U Paize) è la stazione meteorologica di riferimento per il Servizio meteorologico dell'Aeronautica Militare e per l'Organizzazione meteorologica mondiale relativa alla località di Carloforte, sull'isola di San Pietro, al largo dell'estremità sud-occidentale della Sardegna.

## Storia
La stazione meteorologica entrò in funzione come stazione termo-pluviometrica nel 1900 presso l'osservatorio astronomico di Carloforte.
Fin dagli inizi, la stazione fece parte della rete di stazioni dell'Ufficio centrale di meteorologia a cui forniva i dati che poi venivano pubblicati nei corrispondenti annali; dagli anni Venti in poi entrò a far parte della rete di stazioni del Servizio idrografico e mareografico nazionale che provvedeva a pubblicare i dati registrati negli annali idrologici del compartimento di Cagliari del Ministero dei lavori pubblici.
Nella seconda metà del Novecento la stazione meteorologica iniziò a fornire i dati anche al Servizio meteorologico dell'Aeronautica Militare per cui ha svolto anche funzioni di assistenza alla navigazione aerea.

## Caratteristiche
La stazione meteorologica, di tipo automatico DCP dell'Aeronautica Militare, si trova nell'Italia insulare, in Sardegna, in provincia del Sud Sardegna, sull'isola di San Pietro, nel comune di Carloforte, a 15 metri s.l.m. e alle coordinate geografiche 39°08′12.63″N 8°18′41.36″E.

## Medie climatiche ufficiali

### Dati climatologici 1961-1990
In base alla media del trentennio di riferimento climatico 1961-1990, effettivamente elaborata nel periodo 1971-1990, la temperatura media del mese più freddo, febbraio, è di +12,1 °C, mentre la temperatura media del mese più caldo, agosto, si attesta a +25,0 °C. Nel medesimo periodo esaminato, la temperatura massima assoluta ha toccato i +39,2 °C nel luglio 1983 mentre la minima assoluta è scesa a +1,0 °C nel gennaio 1985 e nel febbraio 1986.
Le precipitazioni medie annue si attestano a 393 mm, con marcatissimo minimo estivo e modesto picco tra autunno e inverno. La neve con accumulo al suolo è un fenomeno raro, essendosi presentato in contate occasioni dall'inizio del secolo scorso, quali il gennaio 1935, febbraio 1956, gennaio 1985 e gennaio 2005.
| Carloforte (1961-1990) | Mesi        | Mesi        | Mesi        | Mesi        | Mesi        | Mesi        | Mesi        | Mesi        | Mesi        | Mesi        | Mesi        | Mesi        | Stagioni | Stagioni | Stagioni | Stagioni | Anno  |
| Carloforte (1961-1990) | Gen         | Feb         | Mar         | Apr         | Mag         | Giu         | Lug         | Ago         | Set         | Ott         | Nov         | Dic         | Inv      | Pri      | Est      | Aut      | Anno  |
| ---------------------- | ----------- | ----------- | ----------- | ----------- | ----------- | ----------- | ----------- | ----------- | ----------- | ----------- | ----------- | ----------- | -------- | -------- | -------- | -------- | ----- |
| T. max. media (°C)     | 14,0        | 14,0        | 15,1        | 16,7        | 20,4        | 24,1        | 27,2        | 27,8        | 25,2        | 21,8        | 18,1        | 15,3        | 14,4     | 17,4     | 26,4     | 21,7     | 20,0  |
| T. min. media (°C)     | 10,2        | 10,1        | 10,7        | 11,9        | 15,3        | 18,6        | 21,3        | 22,2        | 20,3        | 17,2        | 13,7        | 11,4        | 10,6     | 12,6     | 20,7     | 17,1     | 15,2  |
| T. max. assoluta (°C)  | 21,4 (1962) | 22,4 (1966) | 22,4 (1972) | 24,6 (1984) | 31,6 (1975) | 33,6 (1982) | 39,2 (1983) | 36,9 (1961) | 32,0 (1987) | 31,5 (1990) | 26,0 (1985) | 20,2 (1989) | 22,4     | 31,6     | 39,2     | 32,0     | 39,2  |
| T. min. assoluta (°C)  | 1,0 (1985)  | 1,0 (1986)  | 5,0 (1973)  | 5,2 (1976)  | 8,8 (1985)  | 12,8 (1976) | 17,0 (1978) | 17,4 (1972) | 13,6 (1984) | 8,0 (1974)  | 5,0 (1978)  | 2,4 (1988)  | 1,0      | 5,0      | 12,8     | 5,0      | 1,0   |
| Precipitazioni (mm)    | 43,7        | 44,3        | 40,3        | 36,1        | 23,9        | 11,6        | 2,8         | 7,7         | 34,7        | 39,5        | 64,1        | 44,3        | 132,3    | 100,3    | 22,1     | 138,3    | 393,0 |

## Valori estremi

### Temperature estreme mensili dal 1901 ad oggi
Di seguito sono riportate le temperature estreme mensili dal 1901 ad oggi. La temperatura massima assoluta di +39,2 °C è stata registrata nel luglio 1983, mentre la temperatura minima assoluta di -1,0 °C è stata rilevata nel febbraio 1956.
| Carloforte (1901-2023) | Mesi        | Mesi        | Mesi        | Mesi        | Mesi        | Mesi        | Mesi        | Mesi        | Mesi        | Mesi        | Mesi        | Mesi        | Stagioni | Stagioni | Stagioni | Stagioni | Anno |
| Carloforte (1901-2023) | Gen         | Feb         | Mar         | Apr         | Mag         | Giu         | Lug         | Ago         | Set         | Ott         | Nov         | Dic         | Inv      | Pri      | Est      | Aut      | Anno |
| ---------------------- | ----------- | ----------- | ----------- | ----------- | ----------- | ----------- | ----------- | ----------- | ----------- | ----------- | ----------- | ----------- | -------- | -------- | -------- | -------- | ---- |
| T. max. assoluta (°C)  | 21,4 (1962) | 22,5 (2021) | 24,3 (1926) | 26,4 (1940) | 31,6 (1975) | 36,5 (1931) | 39,2 (1983) | 36,9 (1961) | 34,4 (1917) | 31,5 (1990) | 26,0 (1985) | 23,2 (1954) | 23,2     | 31,6     | 39,2     | 34,4     | 39,2 |
| T. min. assoluta (°C)  | 0,2 (1935)  | −1,0 (1956) | 2,5 (1998)  | 4,5 (1954)  | 6,9 (1919)  | 11,3 (1986) | 13,9 (1915) | 14,5 (1993) | 11,3 (1931) | 6,1 (1904)  | 3,4 (1919)  | 2,1 (1923)  | −1,0     | 2,5      | 11,3     | 3,4      | −1,0 |